# Tutto l'amore che c'è
Pour plus de détails, voir Fiche technique et Distribution.
Tutto l'amore che c'è est un film italien réalisé par Sergio Rubini, sorti en 2000, avec Damiano Russo, Sergio Rubini et Margherita Buy dans les rôles principaux.

## Synopsis
La vie de Carlo (Damiano Russo), un lycéen qui vit les problèmes classiques de l'adolescence, entre première relation amoureuse, conflits avec ses parents, amitié et découverte de la vie. 

## Fiche technique
- Titre : Tutto l'amore che c'è
- Titre original : Tutto l'amore che c'è
- Réalisation : Sergio Rubini
- Scénario : Sergio Rubini et Domenico Starnone
- Photographie : Paolo Carnera
- Montage : Angelo Nicolini
- Musique : Michele Fazio
- Producteur : Vittorio Cecchi Gori
- Société de production : Cecchi Gori Group (it)
- Pays de production :  Italie
- Langue : Italien
- Format : Couleur
- Genre : Comédie
- Durée : 95 minutes
- Date de sortie : 
  - Italie : 24 mars 2000

## Distribution
- Damiano Russo : Carlo De Vito
- Sergio Rubini : le père de Carlo
- Margherita Buy :  Marisa
- Gérard Depardieu : Molotov
- Teresa Saponangelo : Maura
- Vittoria Puccini : Gaia
- Michele Venitucci (it) : Nicola
- Francesco Cannito (it) : Enzo Garofalo
- Pierluigi Ferrandini : Vito
- Marcello Introna : Aldo
- Antonio Lanera : Angelo
- Francesco Lamacchia : Salvo
- Antonio Tuzza : Callisto
- Celeste Pisenti : Lena
- Alessandra Roveda : Tea
- Oriana Celentano : Giuseppina
- Mariolina De Fano : Tante Rosa
- Pietro dell'Olio : Marco

## Prix et distinctions notables
- Nomination au Ciak d'oro de la meilleure actrice dans un second rôle en 2000 pour Teresa Saponangelo.